# Stenocorus nubifer
Stenocorus nubifer är en skalbaggsart som först beskrevs av Leconte 1859.  Stenocorus nubifer ingår i släktet Stenocorus och familjen långhorningar. Inga underarter finns listade i Catalogue of Life.